# تام پرایس (بازیگر)
تام پرایس (به انگلیسی: Tom Price) (زاده ۱۲ ژوئیه ۱۹۸۰ ) بازیگر انگلیسی است.
از فیلم‌های معروف او می‌توان به بازی در فیلم آخرت اشاره کرد.